# Елахера (підрозділ окружного секретаріату)
Підрозділ окружного секретаріату Елахера — підрозділ окружного секретаріату округу Полоннарува, Північно-Центральна провінція, Шрі-Ланка. Складається з 28 Грама Ніладхарі.